# Seqüència d'aminoàcids
Una seqüència d'aminoàcids o seqüència peptídica l'ordre en què els aminoàcids s'encadenen dins dels pèptids i les proteïnes. Les proteïnes pertanyen al tipus de molècules anomenades polímers, és a dir, estan compostes d'una successió de fragments menors. Més específicament, són polímers lineals, compostos d'una seqüència no ramificada de fragments que són, en el cas de les proteïnes, els aminoàcids. Tot i ser cadenes lineals, es pleguen sobre si mateixes per adquirir una estructura tridimensional que condiciona la seva estructura i funció (estructura secundària i terciària). També depèn de la seqüència aminoacídica que tingui, anomenant-se aquesta seqüència estructura primària de la proteïna. Encara fins ara no s'ha aconseguit, hauria de ser possible predir l'estructura tridimensional d'una proteïna coneixent la seva estructura primària, excepte en alguns casos especials. La seqüència d'aminoàcids d'una proteïna ve determinada, en general (vegeu modificació postraduccional), per la seqüència de nucleòtids de l'ADN del gen que la codifica.